# Copa Internacional de Tenis Total Digest de 2013
A Copa Internacional de Tenis Total Digest de 2013 foi um torneio profissional de tênis jogado em quadras duras. Foi a primeira edição do torneio, que fez parte do ATP Challenger Tour de 2013. Ela ocorreu na Cidade do México, México, entre 15 e 21 de abril de 2013.

## Entradas na chave principal de simples

### Cabeças de chave
| País | Jogador          | Rank1 | N° |
| ---- | ---------------- | ----- | -- |
| TPE  | Lu Yen-hsun      | 74    | 1  |
| ISR  | Dudi Sela        | 106   | 2  |
| USA  | Rajeev Ram       | 112   | 3  |
| FRA  | Adrian Mannarino | 120   | 4  |
| JPN  | Yūichi Sugita    | 138   | 5  |
| CAN  | Vasek Pospisil   | 141   | 6  |
| USA  | Donald Young     | 160   | 7  |
| TPE  | Jimmy Wang       | 162   | 8  |

- 1 Rankings de 8 de Abril de 2013.

### Outras entradas
Os seguintes jogadores receberam wildcards para entrar na chave principal:
- Antoine Benneteau
- Miguel Gallardo-Valles
- Eduardo Peralta-Tello
- Miguel Ángel Reyes-Varela

Os seguintes jogadores entraram com alternate:
- Norbert Gombos
- Michael Lammer

Os seguintes jogadores entraram pelo qualifying:
- Christopher Díaz-Figueroa
- Chris Guccione
- Gianni Mina
- Franko Škugor

## Entradas na chave principal de duplas

### Cabeças de chave
| País | Jogador            | País | Jogador            | Rank1 | N° |
| ---- | ------------------ | ---- | ------------------ | ----- | -- |
| THA  | Sanchai Ratiwatana | THA  | Sonchat Ratiwatana | 152   | 1  |
| USA  | James Cerretani    | CAN  | Adil Shamasdin     | 166   | 2  |
| BRA  | Marcelo Demoliner  | BRA  | André Sá           | 176   | 3  |
| AUS  | Jordan Kerr        | AUS  | John-Patrick Smith | 212   | 4  |

- 1 Rankings de 8 de Abril de 2013.

## Campeões

### Simples
- Andrej Martin der.  Adrian Mannarino

### Duplas
- Carsten Ball /  Chris Guccione der.  Jordan Kerr /  John-Patrick Smith